# Colonia Miguel Hidalgo, Yautepec
Colonia Miguel Hidalgo är en ort i Mexiko.   Den ligger i kommunen Yautepec och delstaten Morelos, i den sydöstra delen av landet, 70 km söder om huvudstaden Mexico City. Colonia Miguel Hidalgo ligger 1 030 meter över havet och antalet invånare är 314.
Terrängen runt Colonia Miguel Hidalgo är huvudsakligen kuperad. Colonia Miguel Hidalgo ligger nere i en dal. Runt Colonia Miguel Hidalgo är det tätbefolkat, med 319 invånare per kvadratkilometer. Närmaste större samhälle är Cuernavaca, 20,0 km nordväst om Colonia Miguel Hidalgo. I omgivningarna runt Colonia Miguel Hidalgo växer huvudsakligen savannskog.